# جهان وارکرفت: مه‌های پانداریا
دنیای وارکرافت: مه‌هایی از پانداریا (انگلیسی: World of Warcraft: Mists of Pandaria) عنوان چهارمین بسته الحاقی برای بازی ویدئویی نقش‌آفرینی بر خط چندنفره گسترده دنیای وارکرفت است که توسط بلیزارد انترتینمنت در سال ۲۰۱۲ برای پلت‌فرم‌های مایکروسافت ویندوز و اواس ده منتشر شده‌است. در این بازی یک کلاس به نام مانک، یک نژاد (پانداریایی) و قاره جدید پانداریا اضافه شده‌است.